# Попов, Владимир Иванович (генерал-лейтенант)
Владимир Иванович Попов (23 ноября 1958 года, с. Городище, Старооскольский городской округ, Белгородская область, РСФСР, СССР — 7 мая 2020 года, Москва, Россия) — начальник Главного штаба Сухопутных войск Российской Федерации (2016–2018), генерал-лейтенант.

## Биография
Родился 23 ноября 1958 года в селе Городище Старооскольского района Белгородской области.
В 1980 году — окончил Бакинское общевойсковое командное училище, после которого был направлен для прохождения военной службы в Группу советских войск в Германии командиром взвода гвардейского мотострелкового полка.
За время службы последовательно прошёл все командные должности до командира мотострелковой дивизии в Дальневосточном военном округе.
В 2004 году — окончил Военную академию Генерального штаба Вооружённых Сил Российской Федерации и был назначен командиром гвардейской танковой дивизии, а затем — заместителем начальника штаба Сибирского военного округа.
С 2008 года проходил военную службу в Главном командовании Сухопутных войск первым заместителем начальника Главного штаба, а с апреля 2016 года — начальником Главного штаба — первым заместителем главнокомандующего Сухопутными войсками.
В 2018 году уволен с военной службы и принят на федеральную государственную гражданскую службу на должность заместителя главнокомандующего Сухопутными войсками.
Скончался 7 мая 2020 года после болезни.

## Награды
- Орден Александра Невского;
- Орден «За военные заслуги»;
- Другие медали.